# Fraser's Hill
Fraser's Hill (en malais Bukit Fraser) est une station d'altitude (Hill station) située dans les monts Titiwangsa à une altitude comprise entre 1200 et 1700 m., dans l'État du Pahang en Malaisie, à une centaine de kilomètres au nord de Kuala Lumpur.
Son nom provient de Louis James Fraser, aventurier britannique (muletier et marchand d'étain).

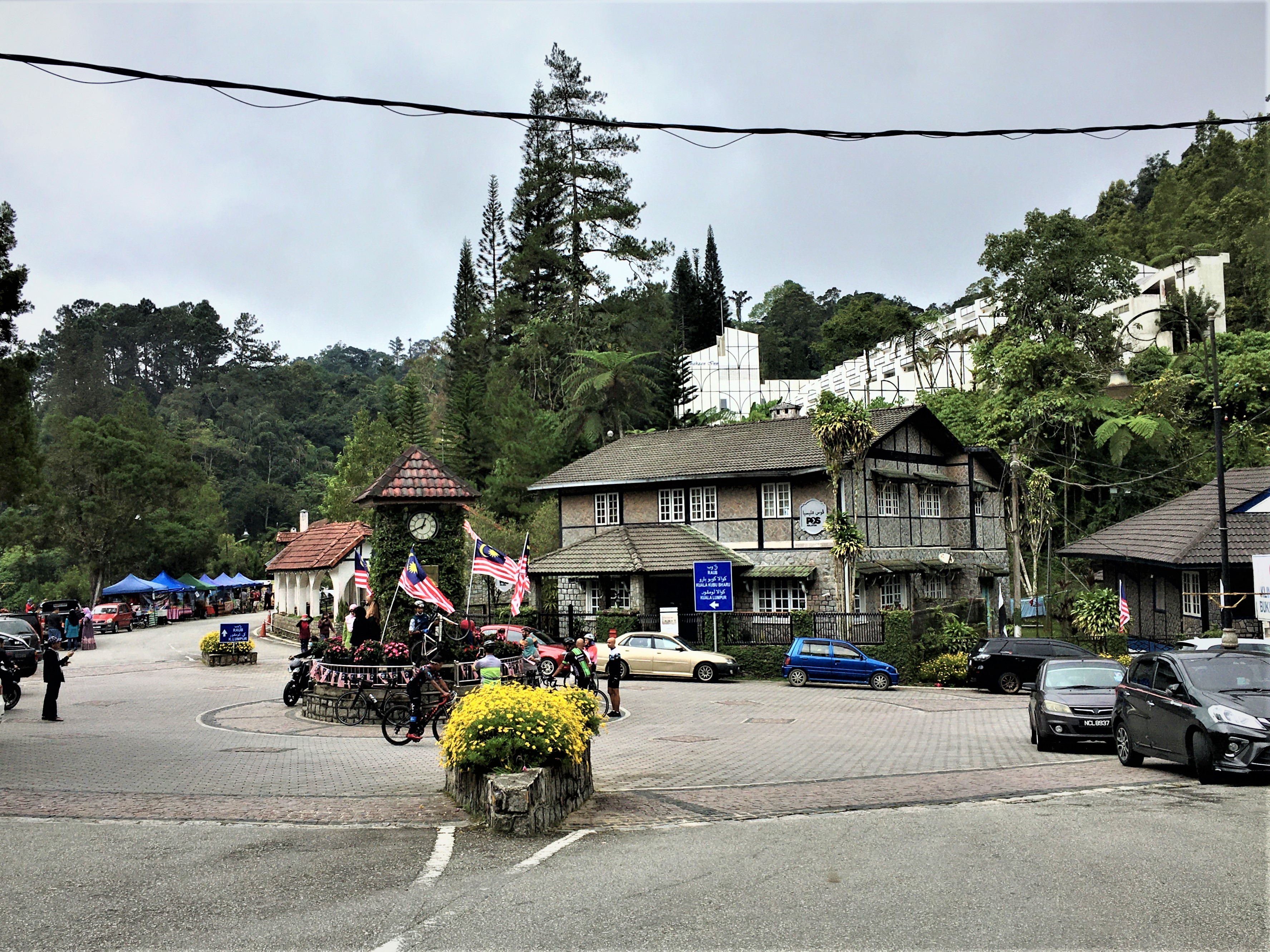
Fraser's Hill